# Лунвож (приток Аныба)
Лунвож (устар. Лун-Вож) — река в России, течёт по территории Корткеросского района Республики Коми. Устье реки находится в 55 км от устья Аныба по левому берегу на высоте 115 м над уровнем моря. Длина реки составляет 23 км. В 3 км от устья слева впадает река Сыж.

## Данные водного реестра
По данным государственного водного реестра России относится к Двинско-Печорскому бассейновому округу, водохозяйственный участок реки — Вычегда от истока до города Сыктывкар, речной подбассейн реки — Вычегда. Речной бассейн реки — Северная Двина.
Код объекта в государственном водном реестре — 03020200112103000016392.